# Jean Guillaume
Jean Guillaume (* 28. Oktober 1918 in Fosses-la-Ville; † 9. Februar 2001 in Namur) war ein belgischer Jesuit, Romanist, Literaturwissenschaftler, Nerval-Spezialist und Autor in wallonischer Sprache.

## Leben und Werk
Pater Guillaume trat 1937 in das Jesuitennoviziat  Arlon ein (1967 geschlossen) und studierte Klassische und Romanische Philologie sowie Theologie in Namur, Lüttich und Löwen. 1951 wurde er zum Priester geweiht. 1954 promovierte er an der Katholischen Universität Löwen mit Essai sur la valeur exégétique du substantif dans les "Entrevisions" et "La chanson d'Ève" de [Charles] Van Lerberghe [1861–1907] (Brüssel 1956). Ab 1955 war er Professor für Französische Literatur an den Facultés universitaires Notre-Dame de la Paix in Namur. 

Wegen des Fehlens einer kritischen Ausgabe der Werke von Gérard de Nerval gründete er 1978 mit Claude Pichois in Namur das Forschungszentrum Gérard de Nerval und gab von 1984 bis 1993 mit demselben in 3 Bänden die Gesammelten Werke von Nerval in der Bibliothèque de la Pléiade heraus. Daneben schrieb er Gedichte in wallonischer Sprache und war Herausgeber wallonischer Autoren.

## Weitere Werke

### Französistik
- Le mot-thème dans l'exégèse de Van Lerberghe. Essais complémentaires, le verbe et l'adjectif : conclusions générales, Brüssel 1959
- La poésie de Van Lerberghe. Essai d'exégèse intégrale, Namur 1962
- (Hrsg.) "Les chimères" de Nerval, Brüssel 1966
- (Hrsg.) Nerval, Pandora, Namur 1968, 1976
- Gérard de Nerval, "Aurélia". Prolégomènes à une édition critique, Namur 1972
- (Hrsg. mit Claude Pichois) Gérard de Nerval, Oeuvres complètes, 3 Bde., Paris 1984–1993 (Pléiade)
- Nerval, masques et visages. Entretiens de Jean Guillaume avec Jean-Louis Préat, Namur 1988

### Wallonistik
- (Hrsg.) Georges Willame (1863–1917), Sonnets,  Namur 1960
- (Hrsg.) Abbé Michel Renard (1829–1904), Lès-aventures, Namur 1962
- (Hrsg.) Franz Dewandelaer (1909–1952), Œuvres poétiques, Lüttich 1970
- (Hrsg.) Abbé Michel Renard (1829–1904), L’Argayon, Lüttich 1984
- Œuvres poétiques wallonnes, Lüttich 1989